# كانطية جديدة

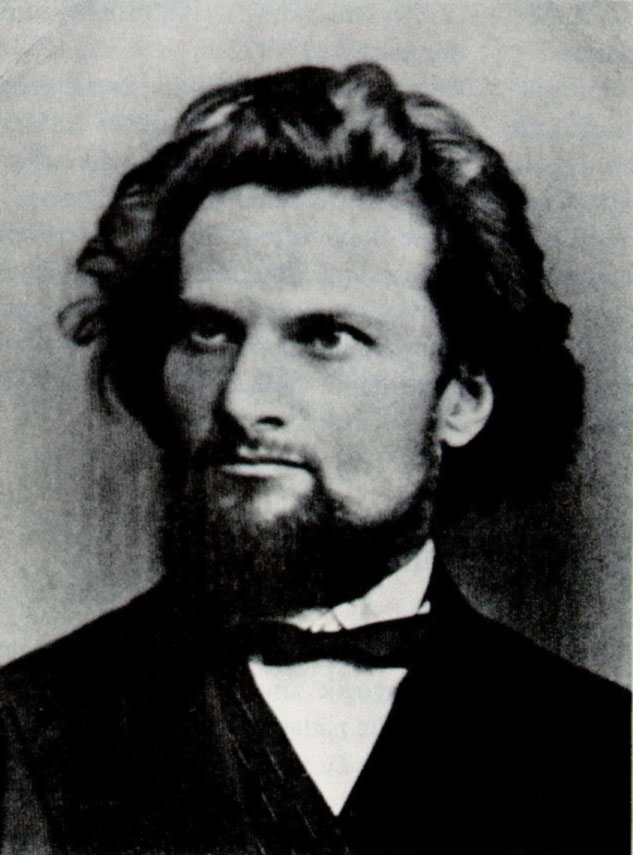
الويس رييل، الفيلسوف النمساوي.

الكانطية الجديدة (بالإنجليزية: Neo-Kantianism)‏ هي حركة فلسفية تطورت في النصف الثاني من القرن التاسع عشر في ألمانيا بهدف استعادة تعليمات كانط، في فكرة أن الفلسفة يجب أن تكون قبل كل شيء تفكير نقدي للظروف التي تجعل النشاط المعرفي للإنسان صالح. ويشمل النشاط المعرفي العلوم، والخطاب النقدي الجديد ومجالات أخرى من الأخلاق إلى علم الجمال إلى علم التربية.

تمشيا مع مبادئ النقد، الكانطية الجديدة ترفض أي نوع من أنواع الميتافيزيقيا، وإذا كان هذا سوف يتعارض مع التيارات المعاصرة neoidealiste والروحانية، فهو يبتعد أيضا عن علموية الوضعية التي تميل إلى رؤية مطلقة ومتصوفة للعلم.